# Windows 7
Windows 7 är ett av Microsofts operativsystem för persondatorer, lanserat 2009. Det motsvarande serveroperativsystemet Windows Server 2008 R2 släpptes samtidigt. 
Windows 7 fanns i olika varianter och var avsett för både hemmabruk och arbete, på stationära datorer, bärbara datorer, netbooks, surfplattor och mediacenterdatorer..
Avsikten var att Windows 7 till skillnad från sin föregångare, Windows Vista, inte skulle innebära stora ändringar i funktionalitet; datorprogram och datorer som fungerade med Windows Vista skulle också fungera med Windows 7. De presentationer Microsoft höll 2008 fokuserade på stöd för multi-touch, en ny design för operativsystemets grafiska användargränssnitt med ett nytt aktivitetsfält, kallad ”Superbar”, ett system för hemnätverk kallat ”HomeGroup”, samt förbättringar i prestanda. En del programvara som varit standard i tidigare versioner av Windows, såsom Windows Calendar, Windows Mail, Windows Movie Maker och Windows Photo Gallery, var inte inkluderad i Windows 7. De flesta av dessa erbjuds istället separat och kostnadsfritt som en del av "Windows Live Essentials".
I och med att Bill Gates drog sig tillbaka 2008 var det 
Steve Ballmer som var förgrundsgestalt för Windows 7.

## Utveckling
Ursprungligen var en version av Windows med kodnamnet Microsoft Windows Fiji Blackcomb  planerad att bli uppföljaren till Windows XP och Windows Server 2003. Många olika funktioner var planerade för Blackcomb, med ett fokus på sökning efter data och ett avancerat system för datalagring kallat WinFS. Dock annonserades 2003 en tidigare, mindre release med kodnamnet Microsoft Windows Fiji ”Longhorn”. Detta försenade utvecklingen av Blackcomb. I medlet av 2003 hade Longhorn försetts med en del av den funktionalitet som från början var planerad för Blackcomb. Efter att tre virus utnyttjat brister i Windows operativsystem och spritt sig stort under en kort period 2003 ändrade Microsoft sina planer och prioriteringar gällande utvecklingen och avbröt stora delar av utvecklingen av Longhorn. Istället utvecklade man nya service packs för Windows XP och Windows Server 2003. Utvecklingen av Longhorn (Vista) togs även upp igen, försenad, i augusti 2004. En mängd funktioner togs bort från Longhorn.
Blackcomb bytte namn till Vienna 2006 och sedan till Windows 7 under 2007. Under 2008 utannonserades att Windows 7 skulle bli det officiella namnet på operativsystemet. Det var en del förvirring gällande namngivningen av Windows 7,  då operativsystemets versionsnummer är 6.1, vilket skulle indikera att det liknar Windows Vista och ökade kompatibiliteten med programvara som bara hanterar vissa versionsnummer; Windows 2000 och Windows XP hade båda versionsnummer i formatet 5.x.
Det första släppet till utvalda Microsoft partners kom i januari 2008 i och med ”Milestone 1, build 6519”. Vid Professional Developers Conference 2008 demonstrerades Microsoft Windows 7 och dess nya omarbetade aktivitetsfält. Versionen av Windows 7 build 6801 som distribuerades vid slutet av konferensen hade det demonstrerade aktivitetsfältet inaktiverat.
Den 27 december 2008 läckte betaversionen av Windows 7 ut på internet via BitTorrent. Enligt ett prestandatest gjort av ZDNet slog betaversionen av Windows 7 både Windows XP och Vista inom ett flertal nyckelområden så som tidsåtgång för uppstart och nedstängning av systemet och arbete med dokument. Inom andra områden lyckades det nya systemet inte slå XP, till exempel vid prestandamätningar för typiska kontorsaktiviteter och videoredigering. Inom dessa var resultaten desamma som för Vista och sämre än för XP. Den 7 januari 2009 läckte 64-bitars versionen av Windows 7 Beta (build 7000) ut via torrent; några av de torrents som fanns med mjukvaran var infekterade av en trojan.
Vid Consumer Electronics Show 2009 berättade Microsofts CEO Steve Ballmer att en betaversion, Windows 7 Beta, build 7000, gjorts tillgänglig för nedladdning för användare av MSDN och TechNet i form av en ISO-avbildning. Betaversionen skulle släppas publikt den 9 januari 2009 och Microsoft hade från början planerat att göra nedladdningen tillgänglig för 2,5 miljoner användare den dagen. Tillgången till nedladdningen försenades dock på grund av för hög belastning. Nedladdningsperioden blev förlängd, från början till den 24 januari och senare igen till den 10 februari. Personer som inte lyckades avsluta nedladdningen av betaversionen hade två extra dagar på sig att slutföra den. Efter den 12 februari blev ofullständiga nedladdningar inte längre möjliga att slutföra. Användare kunde dock fortfarande erhålla produktnycklar från Microsoft för att kunna aktivera sina kopior av Windows 7 Beta, som gick ut den 1 augusti 2009.
Releasekandidaten build 7100 blev tillgänglig för användare av MSDN och TechNet samt deltagare i Connect Program den 30 april 2009. Den 5 maj 2009 blev den officiellt tillgänglig för allmänheten, den hade dock läckt ut redan innan via BitTorrent. Releasekandidaten var tillgänglig på fem olika språk och gick ut den 1 juni 2010, med avstängning av systemet varannan timme från och med den 1 mars 2010. Microsoft uppgav att Windows 7 skulle släppas till allmänheten den 22 oktober 2009. Microsoft släppte Windows 7 till användare av MSDN och TechNet den 6 augusti 2009 kl. 10.00 PDT. Microsoft uppgav att Windows 7, tillsammans med Windows Server 2008 R2, skulle släppas till tillverkare den 22 juli 2009. Windows 7 RTM är build 7600.16385.090713-1255, som kompilerades den 13 juli 2009 och deklarerades som slutgiltig RTM efter att ha passerat alla Microsofts interna tester.

### Mål
I en intervju med Newsweek 2007 föreslog Bill Gates att den nya versionen av Windows skulle vara mer användarcentrerad.Mall:Förslagen presenteras rimligtvis för en sluten grupp, inte inför allmänheten. Gates sade senare även att Windows 7 skulle fokusera på prestandaförbättringar. Steven Sinofsky utvecklade senare det uttalandet genom att i bloggen Engineering Windows 7 skriva att företaget använde sig av en mängd nya mätverktyg för att mäta prestandan hos flera olika områden av operativsystemet på regelbunden basis. Detta för att hitta ineffektiv kod och förebygga försämrad prestanda.
Senior Vice President Bill Veghte hävdade att användare av Windows Vista som övergick till Windows 7 inte skulle stöta på de kompatibilitetsproblem som uppstått vid bytet från Windows XP. I ett uttalande om Windows 7 den 16 oktober 2008 bekräftade Microsofts CEO Steve Ballmer kompatibiliteten mellan Windows Vista och Windows 7. Han antydde att Windows 7 skulle bli en förfinad version av Windows Vista.

### Byggen som offentliggjorts och som läckt ut

#### Milestone 1
Det första kända bygget av Windows 7 identifierades som ”Milestone 1 (M1) code drop”, enligt TG Daily, med versionsnummer 6.1.6519.1. Den skickades till Microsofts huvudpartner i januari 2008 i både x86- och x86-64-versionerna. Trots att Microsoft inte har kommenterat saken, har recensioner och skärmdumpar publicerats av olika källor. M1 code drop-installationen kommer antingen som en ensamstående installation eller en som kräver Windows Vista med Service Pack 1, och skapar ett dual-bootsystem.

#### Milestone 2
Enligt en TG Daily-artikel från 16 januari 2008 var den andra milstolpen planerad att ges ut i april eller maj 2008.  Bygget demonstrerades på D6-konferensen  med versionsnummer 6.1.6589.1.

#### Milestone 3
Enligt Paul Thurrott skickade Microsoft ut den tredje milstolpen, med versionsnummer 6.1.6780, till anställda och huvudpartners veckan efter den 7 september 2008. Delar av operativsystemet har nu fått samma gränssnitt som Office 2007-programmen har i dag, det så kallade Ribbon-användargränssnittet. Thinknext.net har publicerat 39 bilder och 4 videoklipp som visar hur gränssnittet ser ut. 

#### Build 6801
Den 8 oktober 2008 läckte skärmdumpar av Windows 7:s bygge 6801 ut på nätet. Den 28 oktober 2008 distribuerade Microsoft bygge 6801 x86 och x64 till besökare på Professional Developers Conference (PDC). Den har sedan dess läckts ut på bittorrentnätverk. Den innehåller ett utökat aktivitetsfält liknande den i bygge 6933, men den förra är inaktiverad som standard. En inofficiell patch har utkommit för att aktivera det nya aktivitetsfältet i bygge 6801.

#### Pre-Beta
Under mässan PDC 2008 visade Microsoft upp den senaste interna Windows 7-versionen, med bygge 6934.winmain.081021-1817. Huvudattraktionen var det nya utseendet på Aktivitetsfältet, där Snabbstart och Aktivitetsfältet slagits ihop. Bygget som visades upp på PDC 2008 är intern, och versionen som delades ut till utprovare på mässan hade versionsnummer 6801, där den nya Superbar finns aktiverad. Emellertid finns den gömd i systemet och går att aktivera om man är en utvecklare av Microsoft Windows 7; det finns visserligen de som har kringgått detta genom att bland annat modifiera explorer.exe-filen i Windows.
Windows Vista innehåller programmen Calendar, Contacts, Mail, Meeting Space, Movie Maker och Photo Gallery, men alla de funktionerna slopades i Windows 7. Även det klassiska temat är borttaget liksom den klassiska menyn. Man har vidare ändrat så att man kan avinstallera Internet Explorer 8 helt; likaså Windows Media Player, Windows Movie Maker och flera andra program. Enligt uppgift kommer Microsoft att satsa mer på Windows Live-konceptet där användarna själva får välja vilka tjänster de vill använda.

#### Beta
Den 23 december 2008 läckte skärmdumpar av Windows 7 beta (bygge 7000) ut på nätet. Den 26 december läckte x86-versionen av Windows 7 Beta bygge 7000 ut på Bittorrentwebbplatser och många filservrar.
Microsoft har meddelat att en dvd med Windows 7 Beta kommer att delas ut på Microsoft Developer Conference den 13 januari 2009 eller skickas i efterhand. Windows 7, beta 1 gavs ut den 7 januari 2009 för TechNet- och MSDN-prenumeranter och kommer att finnas för allmänheten på Windows 7-webbplatsen den 9 januari 2009. Bygge 7000 och senare versioner är tidsbegränsade tills hela versionen av Windows 7 släppts..

#### Windows 7 Release Candidate 7100
Microsoft gav den 5 maj 2009 ut Windows 7 Release Candidate som fanns tillgänglig för nerladdning till 20 augusti 2009. Windows 7 RC innehåller flera nyheter jämfört med den tidigare betaversionen. Bland de mest intressanta syns Windows XP Mode, vilket kort och gott är möjligheten att köra äldre program i en virtuell Windows XP-miljö. Microsoft har även slipat vidare på gränssnittet, utökat pekskärmsstödet, lagt till fler Aero-teman samt förbättrat säkerheten och sökfunktionen.
Utvecklingsversionerna av Windows 7 har fått övervägande positiv kritik från användare och medier. Framför allt är det prestandan och de nya funktionerna som imponerar, bland annat det omarbetade aktivitetsfältet och det nya gadget-systemet.
RC upphörde att gälla den 1 juni 2010. Från och med den 1 mars 2010 stängde Windows 7100 av sig efter två timmars användande.

#### Utgivning
Windows 7 deklarerades färdig att ges ut den 22 juli 2009, och blev tillgängligt för konsumenter den 22 oktober 2009, mindre än tre år efter sin föregångare, Windows Vista. Det motsvarande serveroperativsystemet för Windows 7, Windows Server 2008 R2, släpptes samtidigt.
Windows 7 gavs ut den 22 oktober 2009 i USA och i en del andra länder. Under en period hade Microsoft planer på att släppa operativsystemet utan någon webbläsare i EU-länderna. Microsoft ändrade sig och beslutade att användaren kommer att få välja vilken webbläsare den vill ha istället. I Sverige var utgivningen planerad till den 30 oktober men svenska Microsoft gav klartecken att börja sälja den 23 oktober 2009.

## Funktionalitet

### Nya och förändrade funktioner
Windows 7 kommer med en mängd nya funktioner som exempelvis förbättrade funktioner för touch och skrivigenkänning, stöd för virtuella diskar VHD, förbättrad prestanda för flerkärniga processorer,  förbättrad hastighet vid uppstart, DirectAccess, och förbättringar av operativsystemskärnan. Windows 7 har stöd för system som använder multipla heterogena grafikkort från olika tillverkare (Heterogeneous Multi-adapter),en ny version av Windows Media Center, en Gadget för Windows Media Center, förbättrade mediafunktioner och en omdesignad kalkylator med lägen som ”Programmerare” och ”Statistik” samt enhetsomvandlare för längd, vikt, temperatur med mera. Flera nya funktioner har lagts till i kontrollpanelen så som ClearType Text Tuner, Display Color Calibration Wizard, Gadgets, Recovery, Troubleshooting, Workspaces Center, Location and Other Sensors, Credential Manager, Biometric Devices, System Icons, och Display. Windows Security Center har döpts om till Windows Action Center, vilken omfattar verktyg för både säkerhet och underhåll för datorn. Standardinställningen för användarkonton I Windows 7 har kritiserats för att tillåta uppstart av opålitlig mjukvara med en hög nivå av rättigheter utan att användaren godkänt detta genom att utnyttja en redan verifierad, pålitlig applikation. 
Den ansvarige utvecklaren av Microsofts Windows operativsystemkärna Mark Russinovich har erkänt problemet, men påpekar att malware även kan hota systemet om användaren accepterar en förfrågan. 
Windows 7 stöder även bilder i RAW-format med hjälp av en ny avkodare möjliggjord av Windows Imaging Component. Denna ger tillgång till att visa miniatyrer, förhandsgranskningar och metadata I Windows Exlorer, samt visning av bilder i fullstorlek i Windows Photo Viewer och Windows Media Center.
Aktivitetsfältet har setts som den största visuella förändringen, där Quick Launch verktygsfältet har blivit ersatt av möjligheten att kunna fästa applikationer på aktivitetsfältet. Knappar för fästa applikationer är integrerade med aktivitetsknapparna. Dessa knappar kan även aktivera en funktion kallad ”Jump Lists” som ger enkel åtkomst till vanliga aktiviteter. Det förändrade aktivitetsfältet tillåter även att användaren byter ordning på aktivitetsfältets knappar. Längst till höger om systemklockan finns en liten rektangulär knapp som används för att visa skrivbordet. Denna knapp är en del av en ny funktion i Windows 7 kallad Aero Peek. Genom att hålla muspekaren över knappen görs alla synliga fönster transparent vilket möjliggör en snabb överblick över skrivbordet. På pekstyrda skärmar på till exempel pekskärmar, tabletdatorer, pekplattor osv så är den här knappen något bredare för att lätt kunna tryckas på med ett finger. Genom att klicka på knappen minimeras alla öppna fönster och genom att klicka en andra gång återställs de igen. Dessutom finns en funktion kallad Aero Snap, som automatiskt maximerar ett fönster när det dras till skärmens övre del.  Genom att dra fönster mot den vänstra eller högra kanten av skärmen kan användaren fästa dokument eller filer på respektive sida av skärmen så att hela skärmen täcks och enkel jämförelse mellan dokument blir möjlig. När en användare flyttar fönster som maximerats med hjälp av Aero Snap så återställer systemet dem till dess ursprungliga läge automatiskt. Denna funktionalitet kan även styras med kortkommandon.
Till skillnad från i Windows Vista, blir kanter på fönster och aktivitetsfältet inte genomfärgade om ett fönster maximeras med Windows Aero, istället bibehåller de sin transparens.
För utvecklare inkluderar Windows 7 ett nytt nätverksAPI med stöd för att bygga SOAP-baserade webservices i maskinkod (till skillnad från .NET-baserade webservices),  nya funktioner för att förkorta installationstid för applikationer, förenklade dialogrutor för UAC, enklare utveckling av installationspakets,  samt förbättrat stöd för globalisering med hjälp av det nya ”Extended Linguistic Services API”. 
Vid Windows Hardware Engineering Conference 2008 annonserade Microsoft att färgdjup på 30 bitar och 48 bitar skulle stödas i Windows 7, tillsammans med scRGB (vilket för HDMI 1.3 kan konverteras och sändas som xvYCC). De videolägen som stöds i Windows 7 är 16 bitar sRGB, 24 bitar sRGB, 30 bitar sRGB, 30 bitar med sRGB, och 48 bitar scRGB.
Microsoft har även implementerat bättre stöd för SSD,inklusive det nya kommandot TRIM, och Windows 7 kan identifiera en SSD unikt. Microsoft planerar stöd för USB 3.0 i en kommande patch, detta stöds inte i den initiala releasen på grund av förseningar av slutförandet av standarden.
Internetversionerna av Spader, Backgammon och Chess, som togs bort från Windows Vista, har tagits tillbaka i Windows 7. Till Windows 7 medföljer Internet Explorer 8 och Windows Media Player 12. Windows 7 tillåter att användaren inaktiverar Internet Explorer. Användaren kan även inaktivera många andra windowskomponenter som inte gick att inaktivera i Windows Vista. Nya tillägg till listan över komponenter som går att inaktivera inkluderar Internet Exlorer, Windows Media Player,  Windows Search, samt plattformen Windows Gadget.
Windows 7 inkluderar 13 extra ljudscheman, Afternoon, Calligraphy, Characters, Cityscape, Delta, Festival, Garden, Heritage, Landscape, Quirky, Raga, Savanna, och Sonata.En ny version av Microsoft Virtual PC, döpt till Windows Virtual PC är tillgängligt för Windows 7 Professional, Enterprise samt Ultimate. Denna möjliggör att multipla Windowsmiljöers, inklusive  Windows XP Mode, kan köras på samma dator.  Utöver detta stöder Windows 7 virtuella diskar (VHD) som ett normalt lagringsmedia och bootloadern i Windows 7 kan starta Windows 7 från en virtuell disk. Dock är denna funktion endast tillgänglig I Enterprise och Ultimate-versionerna.
RDP (Remote Desktop Protocol), protokollet för fjärrskrivbordet i Windows 7 har även förbättrats för att ge stöd för multimediaapplikationer i realtid, så som visning av video och spel i3D. Detta innebär alltså användning av DirectX10 via fjärrskrivbord. Begränsningen till tre applikationer, som tidigare funnits i Windows Vista Starter Edition, finns ej i Windows 7.

### Borttagna funktioner
Vissa funktioner och program som var en del av Windows Vista finns ej längre kvar eller har ändrats i Windows 7. Exempel på detta är det klassiska gränssnittet för startmenyn ,  en del funktioner i aktivitetsfältet, en del funktioner i Windows Explorer, en del funktioner i Windows Media Player, Windows Ultimate Extras och InkBall. Fyra applikationer som medföljde Windows Vista — Windows Photo Gallery, Windows Movie Maker, Windows Calendar och Windows Mail — är inte inkluderade i Windows 7, istället finns applikationer med liknande funktionalitet tillgängliga utan extra kostnad i ett separat paket kallat Windows Live Essentials som kan laddas ner via Microsofts hemsida. Även om Windows Ultimate Extras är borttaget kan många av extrafunktionerna installeras separat. De mest populära extrafunktionerna var Microsoft Texas Hold 'em, Microsoft Tinker, och Windows DreamScene. Även Inkball kan installeras på Windows 7.

## XP-läge
En ny funktion som kallades XP mode fanns till Windows 7 i form av ett fristående tillägg. XP Mode låter användaren köra program i Windows XP fullständigt integrerat i Windows 7. Det blev möjligt tack vare senaste versionen av Virtual PC, som endast kom att finnas som betalversion. Detta tillägg ingick endast i Windows 7 Ultimate.

## Mottagande
I juli 2009 tog det endast åtta timmar för förhandsbeställningarna av Windows 7 på Amazon.co.uk att överstiga antalet förhandsbeställningar som lades för Windows Vista under de första 17 veckorna.  Det blev ett rekord för Amazon, den största mängden förhandsbeställningar ditintills och gick därmed om den förra rekordhållaren boken Harry Potter och dödsrelikerna. Efter 36 timmar var 64-bitars versionerna av Windows 7 Professional och Ultimate slutsålda i Japan. Två veckor efter släppet tillkännagavs att Windows 7 hade större marknadsandelar än Snow Leopard, som släppts två månader innan.
Enligt Net Applications, uppnådde Windows 7 en marknadsandel på 4 % på mindre än tre veckor. Detta jämfört med att det tog Windows Vista hela sju månader att uppnå samma siffra. Den 4 mars 2010 annonserade Microsoft att de sålt mer än 90 miljoner licenser för Windows 7.Den 23 april 2010 hade Windows 7 sålts i fler än 100 miljoner exemplar på sex månader vilket gjorde det till Microsofts snabbast säljande operativsystem någonsin. 
Den 23 juni 2010 hade Windows 7 sålts i 150 miljoner exemplar vilket gjorde det till det snabbast säljande operativsystemet någonsin med sju sålda exemplar varje sekund. Baserat på information från Windows Update i juni 2010 har 46 % av alla datorer med Windows 7 en 64-bitars version. Enligt Stephen Baker från NPD-gruppen var 77 % av alla PC som såldes under 2010 förinstallerade med 64-bits Windows 7. Den 22 juli 2010 hade Windows 7 sålts i 175 miljoner exemplar.Den 21 oktober 2010 annonserade Microsoft att mer än 240 miljoner exemplar av Windows 7 sålts. Tre månader senare, den 27 januari, annonserade de en total försäljning på 300 miljoner exemplar.
Recensioner av Windows 7 har varit mestadels positiva, med uppskattning av den ökade användarvänligheten och funktionaliteten jämfört med Windows Vista. CNET gav Windows 7 Home Premium betyget 4,5 av 5 stjärnor, och uttryckte att det ”var mer än vad Vista borde ha varit” och att ”Det är vad Microsoft behövde göra”. PC Magazine satte betyget 4 av 5 stjärnor och sade att Windows 7 var en ”stor förbättring” efter Windows Vista med färre kompatibilitetsproblem, ett omarbetat aktivitetsfält, enklare hemnätverk och snabbare uppstart. 
Maximum PC gav Windows 7 betyget 9 av 10 och kallade systemet för ett ”stort kliv framåt” när det kom till användarvänlighet och säkerhet, samt prisade det nya aktivitetsfältet som ”värt priset ensamt”.
Tidningen PC World kallade Windows 7 för en ”värdig efterföljare” till Windows XP och sade att hastighetsmätningar visat att Windows 7 var aningen snabbare än Windows Vista. PC World utsåg även Windows 7 till en av årets bästa produkter. I sin recension av Windows 7 skriver Engadget att Microsoft har tagit ett ”stort steg framåt” med Windows7 samt att hastigheten är en av operativsystemets starkaste säljargument, speciellt för netbooks. LAPTOP Magazine gav Windows 7 betyget 4 av 5 stjärnor och skrev att Windows 7 gör datoranvändandet mer inuitivt och erbjuder bättre prestanda inklusive bättre batteritid för laptops. Tidningarna New York Times, USA Today, The Wall Street Journal, och The Daily Telegraph gav även Windows 7 positiva recensioner.
En del användare av Windows Vista Ultimate uttryckte sin oro över priset på Windows 7 och alternativen för uppdateringar. Användare av Windows Vista Ultimate som ville uppgradera till Windows 7 fick antingen betala $219.99, motsvarande strax under 2300 svenska kronorför att uppgradera till Windows 7 Ultimate eller genomföra en total ominstallation vilket medförde att de behövde installera om alla applikationer.

## Utgåvor
Windows 7 finns i sex olika utgåvor, men endast Home Premium, Professional, och Ultimate var tillgängliga i handeln för konsumenter. De andra upplagorna är riktade mot andra marknader, så som utvecklare eller för företagsanvändande. Varje utgåva av Windows 7 inkluderade all den funktionalitet som fanns i de utgåvor som låg under den.
Alla utgåvor stöder 32-bitars processorarkitektur och alla utgåvor förutom Starter stöder även 64-bitars processorarkitektur. Installationspaketet är detsamma för alla konsumentutgåvorna av Windows 7 som har samma processorarkitektur, istället är det licensnyckeln som avgör vilken funktionalitet som aktiveras och därmed utgåvan. Användaren kan använda sig av licensuppdateringar för att låsa upp med funktionalitet och uppgradera operativsystemet utan en ominstallation. Det är den första gången Microsoft distribuerar två DVD-skivor (en DVD för IA-32 processorer den andra för x86-64 processorer) för varje utgåva av Windows 7, bortsett från Starter och Home Basic. Vissa utgåvor av Windows 7 har begränsningar för i vilken geografisk region de kan distribueras, säljas och aktiveras. Ett par utgåvor levereras dessutom med ett så kallat Multi-Language User Interface (MUI) som medger att användaren fritt kan byta mellan olika språkversioner av Windows 7 i gränssnittet (exempelvis svenska, engelska och italienska) och inte är begränsad till en speciell språkversion för menyer och andra element (exempelvis bara svenska).
Microsoft erbjöd ett "Family pack" för Windows 7 Home Premium som tillät installation på upp till tre datorer.
Den 18 september 2009 meddelade Microsoft att de skulle erbjuda studentrabatter på Windows 7. Erbjudandet fanns tillgängligt i USA och Storbritannien och liknande erbjudanden fanns i Kanada, Australien, Korea, Mexiko, Frankrike och Indien. Studenter med giltig .edu eller .ac.uk-mejl kunde ansöka om antingen Windows 7 Home Premium eller Professional till ett pris på 30 amerikanska dollar eller 30 brittiska pund.
Windows 7 fanns även tillgängligt som en inbäddad version för utvecklare (tidigare Windows Embedded 2011).
| Utgåva       | XP Mode | Aero | Media Center | BitLocker | 64-bit | MUI |
| ------------ | ------- | ---- | ------------ | --------- | ------ | --- |
| Starter      | Nej     | Nej  | Nej          | Nej       | Nej    | Nej |
| Home Basic   | Nej     | Ja   | Nej          | Nej       | Ja     | Nej |
| Home Premium | Nej     | Ja   | Ja           | Nej       | Ja     | Nej |
| Professional | Ja      | Ja   | Ja           | Nej       | Ja     | Nej |
| Ultimate     | Ja      | Ja   | Ja           | Ja        | Ja     | Ja  |
| Enterprise   | Ja      | Ja   | Ja           | Ja        | Ja     | Ja  |

Windows 7 Starter såldes endast med OEM-licens.
Windows 7 Enterprise  och fanns endast tillgänglig under volymlicens.

## Marknadsföring
De olika utgåvorna skapades för och har marknadsförts gentemot olika målgrupper med olika behov. Starter edition är designad och marknadsförd för notebooks till låga kostnader, Home Basic för nyligen uppkomna marknader, Home Premium för den normale hemanvändaren, Professional för affärsverksamheter och Ultimate för entusiaster.

## Hårdvarukrav
Microsoft har publicerat specifikationer för minimumkraven på ett system som ska köra Windows 7. Kraven för 32-bitars utgåvorna liknar kraven för Premium-utgåvan av Windows Vista, men högre krav ställs för utgåvor för 64 bitar. Microsoft har släppt en rådgivare för uppgraderingar som kan avgöra om en dator är kompatibel med Windows 7. 
| Versioner              | 32-bit                                             | 64-bit                                             |
| Processor              | 1 GHz processor x86 eller x64                      | 1 GHz processor x86 eller x64                      |
| RAM-minne              | 1 GB                                               | 2 GB                                               |
| Grafikkort             | DirectX 9.0-kapabelt med 128 MB (för Windows Aero) | DirectX 9.0-kapabelt med 128 MB (för Windows Aero) |
| Ledigt hårddiskutrymme | 40 GB                                              | 50 GB                                              |
| Optisk enhet           | DVD-ROM eller USB-minne för installation           | DVD-ROM eller USB-minne för installation           |

Ytterligare krav för viss funktionalitet:
- Windows XP Mode (Professional, Ultimate och Enterprise): Kräver ytterligare 1 GB RAM och 15GB hårddiskutrymme. Kravet på en processor som klarar av virtualisering har strukits.[127]
- Windows Media Center (Home Premium, Professional, Ultimate och Enterprise), kräver ett TV-kort för att kunna ta emot och spela in sändningar.

### Fysiska minnesbegränsningar
Den maximala mängden RAM som Windows 7 kan adressera varierar både efter utgåva och mellan versioner för 32 bitar och 64 bitar.
| Version                | Gräns i 32-bit Windows | Gräns i 64-bit Windows |
| ---------------------- | ---------------------- | ---------------------- |
| Windows 7 Ultimate     | 4 GB                   | 192 GB                 |
| Windows 7 Enterprise   | 4 GB                   | 192 GB                 |
| Windows 7 Professional | 4 GB                   | 192 GB                 |
| Windows 7 Home Premium | 4 GB                   | 16 GB                  |
| Windows 7 Home Basic   | 4 GB                   | 8 GB                   |
| Windows 7 Starter      | 2 GB                   | i.u.                   |

### Processorbegränsningar
Det maximala antalet logiska processorer (eller processorkärnor) i en PC som kör Windows 7 är 32 för 32 bitar och 256 för 64 bitar. Det maximala antalet fysiska processorer som stöds är två för Professional, Enterprise, och Ultimate och en för Starter, Home Basic, och Home Premium.

## Service pack

### Service Pack 1
Windows 7 Service Pack 1 (SP1) annonserades den 18 mars 2010. En betaversion släpptes den 12 juli 2010.
Den slutgiltiga versionen släpptes till allmänheten den 9 februari 2011. Vid tillfället då paketet släpptes var det ej obligatoriskt. På Technet finns information om hur det kan blockeras, laddas ner via Windows Update samt beställas på DVD. Microsoft har angett att service pack för Windows 7 kommer att vara i en mycket mindre skala än för tidigare versioner av Windows, speciellt Windows Vista.
Windows 7 Service Pack 1 adderar stöd för AVX (256-bitars instruktionsset för processorer) och förbättrar IKEv2 genom att lägga till ytterligare identifikationsfält så som email-id. Dessutom lades det till ett stöd för Advanced Format 512e samt Identity Federation Services. I Windows 7 Service Pack 1 löstes också buggar som bland annat innebar problem med HDMI ljud och utskrift av XPS dokument.
En del program hade kompatibilitetsproblem med SP1 och ett begränsat antal program fick minskad funktionalitet.